# Holger Hott

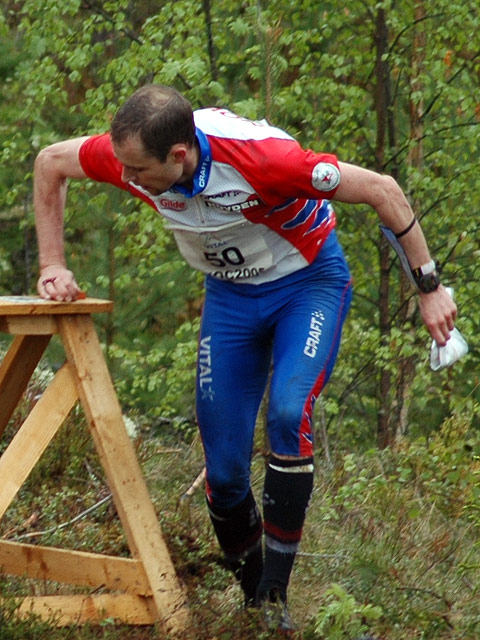
Holger Hott tijdens de Nordic Kampioenschappen in 2005.

Holger Hott (voorheen Holger Hott Johansen) (8 april 1974) is een Noorse oriëntatieloper die twee individuele bronzen wereldkampioenschapsmedailles heeft van de lange afstand in 2004 en 2005. Hij was een van de leden van het Noorse estafetteteam dat goud won bij het Wereldkampioenschap oriëntatielopen in 2005, Japan. Hij heeft ook de totaalstand van de estafette gewonnen bij de World Cup Oriëntatielopen in 2004.
In augustus 2006 won hij zijn eerste individuele wereldtitel, hij won het goud op de middellange afstand in Aarhus, Denemarken.
In het voorjaar van 2007 hebben Holger en zijn vrouw besloten om hun achternaam te wijzigen van Hott Johansen naar Hott. Ze deden dit om de naam eenvoudiger te spellen, makkelijker en korter te maken. Ze hadden hier al eerder over nagedacht en besloten het nu te doen voor de geboorte van hun eerste kind (juni 2007).
Hij loopt wedstrijden voor Kristiansand Orienteering Club, en heeft vroeger gelopen voor IF Trauma, IL Express, IL Imås, IFK Lidingö, Bækkelaget Sportsklubb.
Hij is een civil engineer (geluid/akoestiek).

## Resultaten
Wereldkampioenschap oriëntatielopen
- Gouden medailles (2)
  - 2005 - Estafette - Aichi, Japan
  - 2006 - Middellange afstand - Aarhus, Denemarken
- Bronze medailles (2)
  - 2004 - Lange afstand - Västerås, Zweden
  - 2005 - Lange aftsand - Aichi, Japan

World Cup Oriëntatielopen
- Eerste totaal stand World Cup
  - 2004 - Estafette